# Hjörtur Hermannsson
Hjörtur Hermannsson (født 8. februar 1995)) er en professionel fodboldspiller fra Island. Han spiller i øjeblikket som central forsvarspiller for Serie B klubben Pisa. Han har tidligere spillet for Brøndby IF og repræsenterede Islands landshold ved EM 2016 i Frankrig.

## Klub karriere

### Fylkir
Hermannsson blev født i Reykjavík, Island, og begyndte sin karriere i Fylkir som spillede i den bedste række Úrvalsdeild. Efter at have været i ungdomsrækkerne for Fylkir, blev Hermannsson en del af førsteholdet i 2011, han blev udtaget til sæsonens to første kampe som ubrugt indskifter. Nogle uger senere, den 6. juni 2011, fik Hermannsson sin Fylkir -debut, han kom ind som en sen indskiftning, i et 3-1 -nederlag til Stjarnan. Kort tid efter blev Hermannsson en regelmæssig del sf førsteholdet og scorede sit første mål for klubben som også var hans første professionelle mål i en 2-1 sejr over Víkingur.
Hermannsson fik i alt ni kampe i sin første sæson for klubben.
På trods af at han skiftede til PSV Eindhoven i sommeren 2011, spillede Hermannsson derefter tre kampe for klubben og tilføjede 12 kampe for Fylkir, hans første kamp i den nye sæson kom den 15. maj 2012 mod ÍA, som de tabte med 1–0.

### PSV
Den 29. oktober 2011, efter at Úrvalsdeild-sæsonen var slut, tog Hermannsson til en prøvetræning hos Eredivisie-klubben PSV Eindhoven. Efter at have imponeret, underskrev Hermannsson en treårig aftale med PSV, hvor han skulle slutte sig til klubben den 1. juli 2012.
Efter mange års udvikling på akademiet fik Hermannsson sin professionelle debut som Jong PSV -spiller i Eerste Divisie den 18. august 2013 mod FC Oss i en 4-0 hjemmebanesejr. Han erstattede Jorrit Hendrix efter 61 minutter. Han fik i alt 25 ligakampe i sæsonen 2013-14, efter at en knæskade sluttede hans sæson. I sæsonen 2014-15 fortsatte Hermannsson med at forblive i Jong PSV og startende elleve kampe på trods af at han havde lidt skader, hvilket begrænsede ham til 16 kampe. I løbet af sæsonen blev Hermannsson indkaldt til seniorholdet forud for kampen mod NAC Breda, men spillede ikke, da PSV vandt 2-0 den 3. februar 2015.
Forud for sæsonen 2015–16 underskrev Hermannsson en tre-årig kontrakt med klubben til 2018. I første halvdel af sæsonen spillede Hermannsson 16 kampe for Jong PSV.

### Göteborg (leje)
Den 16. februar 2016, blev det annonceret at Hermannsson blev lånt ud til Allsvenskan klub Göteborg til sommeren 2016. I starten af sæsonen led Hermannsson imidlertid af en hofteskade, mens han var på landsholdet, og var skadet i flere uger. Efter at have kommet sig fra sin skade, vendte han tilbage og debuterede for Göteborg den 2. maj 2016, hvor han fik sin første start i en 6–2 sejr over Gefle. Fra det øjeblik blev Hermannsson en regelmæssigt del førsteholdet mellem maj og juni, indtil hans låneperiode udløb om sommeren.
Han spillede i alt 9 kampe for Göteborg med et mål til følge.

### Brøndby
Efter at hans låneperiode i Göteborg var slut, skiftede Hermannsson til den danske Superliga klub Brøndby IF for cirka € 300.000 og blev betragtet som erstatning for Daniel Agger, der trak sig tilbage i den forrigere sæson. Efter at have gået glip af sæsonens åbningskamp fik Hermannsson sin Brøndby -debut den 31. juli 2016, hvor han fik sin første kamp fra start og spillede hele kampen, i en 2–2 uafgjort mod Horsens. Nogle uger senere efter at have debuteret scorede Hjörtur derefter sit første mål for Brøndby den 14. august 2016 i en 4-0 sejr over SønderjyskE. Fra det øjeblik blev Hermannsson en regelmæssig del af førsteholdet.
Hermannsson vandt DBU Pokalen med Brøndby i sæsonen 2017-18, hvor holdet også var tæt på at vinde mesterskabet, de tabte en behagelig føring til FC Midtjylland i sæsonens sidste kampe. Med Brøndby deltog han også i UEFA Europa League-kvalifikationskampe, men kom aldrig videre til gruppespillet, da de blev slået ud til af Panathinaikos (2016), Hajduk Split (2017), Genk (2018), Braga (2019).
I sæsonen 2019–20 blev Hermannsson brugt som højresiden af midterforsvarerne i en 3–5–2-formationen af cheftræner Niels Frederiksen sammen med holdkaptajn Andreas Maxsø og Anthony Jung. Han var en del af et revitaliseret forsvar i løbet af sæsonen, da Brøndby blev nummer fire i ligatabellen. Hermannsson fik 31 kampe i løbet af sæsonen.
I sæsonen 2020–21 fik han 25 kampe og var en del af Brøndby holdet det vandt mesterskabet, som også var Brøndbys første mesterskab i 16 år.
Efter fem år i Brøndby forlod Hermannsson klubben i sommeren 2021.

### Pisa
Den 16. juli 2021 sluttede han sig til den italienske Serie B-klub Pisa på en fireårig kontrakt. Den 14. august debuterede han for klubben mod Cagliari i et 1-3 -nederlag i Coppa Italia. Han debuterede Serie B otte dage senere den 22. august 2021 i en 1-0 sejr over SPAL.

## Titler
Brøndby
- Superliga: 2020–21[42]
- DBU Pokalen: 2017–18[43]